# 홍예은
홍예은(1995년 4월 28일 ~ )은 대한민국의 배우이다.

## 학력
- 화정고등학교
- 동덕여자대학교 방송연예학과

## 연기 활동

### 드라마
- 2006년 EBS1 어린이 역사드라마 《점프》 ... 이루비 역
- 2013년 JTBC 《네 이웃의 아내》 ... 나라 역
- 2014년 OCN 일요드라마 《귀신 보는 형사 처용》
- 2015년 KBS2 TV소설 《그래도 푸르른 날에》 ... 서혜영 역

### 영화
- 2004년 《돌고래... 안녕》 ... 딸 역
- 2011년 《링크》 ... 어린 아이 역
- 2012년 《천국의 아이들》 ... 고은 역
- 2013년 《완전 소중한 사랑》 ... 핑크레이디 역
- 2015년 《다른 길이 있다》 ... 여고생 역
- 2016년 《혼숨》 ... 혜진 역
- 2017년 《심장박동조작극》 ... 남자승빈 역

### 뮤직비디오
- 2005년 박혜경 - 서신

## 수상
- 2022년 제1회 양산영화제 라이징스타상

## 광고
- 와이즈캠프닷컴 와이즈캠프 (2006년)